# Houtindustrie Picus
N.V. Houtindustrie Picus was een houtverwerkingsbedrijf in Eindhoven. In 1883 startte het bedrijf aan de Tongelresestraat te Stratum onder de naam J. Bruning & zoon, met als oprichter de uit het Duitse Langendiebach afkomstige Johann Brüning. Het bedrijf werd omschreven als een 'door stoom te drijven sigarenkistenfabriek'. 

## Ontstaan
Oorspronkelijk produceerde men fineer waaruit sigarenkisten werden gemaakt ten behoeve van de sigarenindustrie. Het was de grootste en langst bestaande sigarenkistenfabriek van Nederland. In 1909 begon men met de fabricage van triplex en multiplex. Dit werd ook gebruikt in Fokker-vliegtuigen, in auto's en in schepen.
In 1911 werd het bedrijf omgezet in een N.V. onder de naam N.V. Houtindustrie Picus, naar de wetenschappelijke naam voor de specht, die ook op het logo verscheen. Van het aanvangskapitaal a f 1 miljoen was f 650.000 volgestort. Er werden nu ook meubels geproduceerd. In 1913 werd daartoe een nieuwe fabriek geopend waar ook elektrische machines in aanwezig waren. In 1916 werkten er 365 mensen. De nieuwe producten met name die van triplex was een succes, Picus slaagde erin tijdens de Eerste Wereldoorlog om hiervoor binnenlands hout te gebruiken. De forse groei leidde tot kapitaaluitbreiding: in 1916 een obligatielening van f 500.000, in 1921 een verhoging van het kapitaal tot f 5 miljoen. In 1937 begon men massieve deuren te maken, die vervaardigd waren van multiplex en andere materialen.
De productie van spaanplaat startte in 1951. Dit materiaal werd gebruikt bij de fabricage van deuren. Ook hierna vonden nog vele uitbreidingen plaats, met name op het gebied van de fabricage van sigarenkisten. In 1963 werd een tweede kistenfabriek geopend te Asten en daar werd ook een deurenfabriek aan toegevoegd. Toen had Picus ongeveer 800 werknemers. Eind jaren 60 van de 20e eeuw werd nog de meubelfabriek Verhoeven te Waalre overgenomen en ging men daar ook luidsprekerboxen vervaardigen.

## Opsplitsing en vertrek uit Eindhoven
Eind jaren 70 van de 20e eeuw werden de vestigingen in Waalre en Asten opgeheven en begon de inkrimping van het bedrijf. Dit werd in 1968 verkocht aan het Amerikaanse bedrijf U.S. Plywood. Deze bracht het onder bij zijn Belgische dochter Intermills S.A., die echter voornamelijk uit papierfabrieken bestond. In 1970 werd de laatste belangrijke investering gedaan in een moderne fineermachine. Bij het 100-jarig jubileum in 1983 kreeg het bedrijf het predicaat Hofleverancier, maar er was weinig reden tot feest, want er vielen gedwongen ontslagen. In de tweede helft van de jaren 80 van de 20e eeuw was er een managementbuy-out, waardoor Picus weer op eigen benen stond. In 1990 werd het bedrijf getroffen door een zware brand, die in een naburige houthandel ontstaan was. De schade werd hersteld en het bedrijf werd overgenomen door Kegro Deuren uit Groesbeek, maar het ging in 1993 alsnog failliet.
Er volgde een doorstart, waarbij echter de triplexfabricage verdween en de deurenfabricage werd voortgezet in Grouw, waar Van Vuuren Deuren ontstond uit de samenvoeging van Picus Deuren met Halbertsma Deuren. Deze fabriek bestaat nog steeds.
De sigarenkistenfabriek was, vlak voordat Picus in 1993 failliet ging, verzelfstandigd. In 1995 werd ze overgenomen door F. van Hapert te Waalre. Een nieuwe fabriek voor luxe sigarenkisten werd in 1997 geopend op het bedrijventerrein Kapelbeemd te Woensel, doch deze sloot alweer in 2001. De fabrieken staan nu in de Dominicaanse Republiek, in Nicaragua en de Filipijnen. De huidige Picus Group is nu de grootste sigarenkistenfabrikant (luxe houten kleinverpakkingen) ter wereld, waar ongeveer 400 mensen werkzaam zijn. Men maakt er ook verpakkingen voor thee, bestek en dergelijke.

## Industrieel monument
In Eindhoven zijn geen activiteiten van Picus meer. Het grote Picusterrein werd in de loop van 2006-2007 herontwikkeld voor woningbouw. De kantoorvilla aan de Tongelresestraat is echter gerestaureerd en heeft de status van gemeentelijk monument gekregen.

## Voetbalclub voor werknemers
In 1926 werd de Picusvereeniging opgericht, een voetbalclub uitsluitend voor werknemers van de Picusfabriek. In 1943 wijzigde de club haar naam in VV De Spechten.